# Sulaiman di Selangor
Il colonnello Alauddin Sulaiman Shah Ibni di Al-Raja Marhum Musa (Kuala Selangor, 11 settembre 1863 – Klang, 31 marzo 1938) è stato sultano di Selangor in Malaysia dal 1898 al 1938.

## Biografia
Sulaiman di Selangor nacque a Kuala Selangor l'11 settembre 1863.
Il 17 febbraio 1898, qualche giorno dopo la morte di Abdul Samad, venne proclamato nuovo sultano. Venne incoronato all'Istana Mahkota Puri di Klang il 22 ottobre 1903.
Il suo regno fu caratterizzato dall'adesione del Selangor agli Stati federati malesi, una federazione di quattro regni sotto la protezione inglese, istituita dal Governo britannico nel 1895 e che durò fino al 1946. La federazione comprendeva anche Perak, Negeri Sembilan e Pahang.
Si sposò undici volte ed ebbe quarantacinque figli, ventisei maschi e diciannove femmine.
Nel 1905 venne completata la costruzione dell'Istana Alam Shah, una splendida residenza che abitò fino alla morte avvenuta il 31 marzo 1938. È sepolto nel Mausoleo reale di Klang.

## Disputa sulla successione
Il sultano ebbe molti figli. I primi tre furono Tengku Musa Eddin, Tengku Badar Shah e Tengku Alam Shah. I primi due figli nacquero dalla sua consorte reale Tengku Ampuan Maharum Binti Tengku Dhiauddin, originaria della casa reale di Kedah. Nel 1903 Tengku Musa Eddin venne nominato Tengku Mahkota e promosso Raja Muda nel 1920.
Tuttavia, su istigazione del residente britannico Theodore Samuel Adams, nel 1934, Tengku Musa Eddin fu privato del titolo di Raja Muda per presunti "comportamenti scorretti". Adams aveva accusato Tengku Musa Eddin di essere spendaccione e perdigiorno con un debole per il gioco d'azzardo. Tuttavia, molti malesi di Selangor credevano che il vero motivo del licenziamento di Tengku Musa Eddin fosse il suo rifiuto di seguire gli ordini di Adams.
Sebbene il sultano Sulaiman avesse chiesto una revisione del caso del figlio (chiedendo al Segretario di Stato per le Colonie di discutere la questione direttamente con lui a Londra), Tengku Alam Shah venne invece proclamato Raja Muda o erede al trono, sorpassando il fratellastro. La nomina è avvenuta il 20 luglio 1936.
A Tengku Musa Eddin venne concesso il titolo Tengku Kelana Jaya Putera.
Tengku Alam Shah venne proclamato sultano il 4 aprile 1938, quattro giorni dopo la morte di suo padre. Il 26 gennaio 1939 venne incoronato all'Istana Negara Puri Mahkota di Klang. Tengku Musa Eddin presiedette la cerimonia senza rancore.